# Ikarus IK-2
Ikarus IK-2 bio je jednokrilni lovački zrakoplov jednosjed. Zrakoplov originalnog dizajna za Ratno zrakoplovstvo Kraljevine Jugoslavije bio je cijeli izrađen od metala. IK-2 su konstruirali Kosta Sivčev i Ljubomir Ilić, pokušavajući tako u njihovu zemlju uvesti domaći dizajn i proizvodnju zrakoplova i smanjiti do tada jedino mogući uvoz.

## Dizajn i razvoj
Prvi prototip IK-L1 bio je spreman za ispitivanje 1935. godine. Zrakoplov je bio pogonjen jednim Hispano-Suiza 12Ycrs linijskim motorom, a naoružan jednim 20 mm HS-404 topom ugrađenim ispod motora i dva 7,92 mm Darne mitraljeza, ugrađena sa svake strane motora po jedan. Dizajn je sličan poljskom PZL P.8 s kojim dijeli prelomljeno, tzv. Galebovo krilo, dajući pilotu izvrstan pogled. Krila su sa svake strane bila ojačana s po dvije upornice. Nepomično konvencionalno podvozje (s repnim kotačem) izvučeno je izvan upornica. Otvorena pilotska kabina bila je smještena iza krila. Horizontalni stabilizator je također bio odozdo ojačan s upornicom sa svake strane repnog dijela trupa a s gornje strane pričvršćen je s dvije žice za okmiti stabilizator. Napadni kut trokrakog propelera mogao se ručno podešavati na zemlji dok motor ne radi. Zagovornik dvokrilca, kapetan Leonid Bajdak je testirao IK-1 u letu. Tijekom ispitivanja na trećem letu nije uspio izvući avion iz poniranja te se srušio. Pilot Bajdak je preživio pad i tvrdio kako IK-1 nije pogodan kao lovački avion. Istraga je pokazala kako je za nesreću kriv nemar u šivanju jednog šava na tkanini kojom je krilo bilo presvučeno te je donesena odluka o nastavku ispitivanja s drugim prototipom, IK-2.
Drugi prototip je imao metalnu oplatu, a za let je bio spreman u lipnju 1936. Novi pokusni pilot, Dobnikar obavio je probna ispitivanja, uključujući i borbu protiv dvokrilca Hawker Furya na kojim je letio kapetan Bajdak. IK-2 pokazao je bolje osobine u svakom pogledu i otvorio nadu mladim dizajnerima.

## Operativna povijest
Na temelju rezultata probnih ispitivanja, Ratno zrakoplovstvo Kraljevine Jugoslavije naložio je proizvodnju serije od 12 lovaca IK-2, koji su svi bili dostavljeni tijekom 1937. godine. Kada su njemačke snage 6. travnja 1941. napale Jugoslaviju, jedina zrakoplovna postrojba s lovcima IK-2 bila je 4. lovačka pukovnija na letilištu u Bosanskom Aleksandrovcu, u sjeverozapadnoj Bosni, koju su sačinjavale 33. i 34. zrakoplovna grupa. Uz osam Ikarusa IK-2 flotu su sačinjavali i 18 Hawker Hurricanea.
Letilište Rovine, smješteno sjeverno od Banje Luke, bilo je baza jugoslavenske 8. bombarderske pukovnije s 24 Bristol Blenheim bombardera. Tijekom njemačkog napada na bazu 7. travnja, pet IK-2, zajedno s pet Hawker Hurricanea borilo se s njemačkim lovcima Messerschmitt 109. U neposrednoj zračnoj bitci jugoslovenski lovci uspjeli su potisnuti 27 njemačkih lovaca (uništivši dva) s gubitkom dva Hurricanea i jednog IK-2. IK-2 je u nekoliko navrata korišten za napade na njemačke kolone i u nekoliko navrata u bezuspješnoj potrazi za njemačkim izviđačkim zrakoplovima.
Na kraju kratke borbene uporabe četiri preostala IK-2 Nijemci su obnovili u tvrtki Ikarus u Zemunu i poklonili novonastalom Ratnom zrakoplovstvu NDH.
Predloženi daljnji razvitak IK-2 je bio izviđački dvosjed IK-4, ali avion nikada nije naručen.

## Tehničke karakteristike (Ikarus IK-2)
Osnovne karakteristike
- posada: 1
- dužina: 7,88 m
- raspon krila: 11,4 m
- površina krila: 18 m2
- visina: 3,84 m

Letne karakteristike
- najveća brzina: 435 km/h na 5000 m
- ekonomska brzina: 250 km/h
- dolet: 700 km
- najveća visina leta: 12.000 m
- specifično opterećenje krila: 107 kg/m2
- motor: 1× Hispano-Suiza 12Ycrs vodeno-hlađen V12
  - propeler: trokraki

Naoružanje
- naoružanje: 1 x 20 mm Hispano-Suiza HS.404 top
dva 7,92 mm Darne mitraljez

## Inačice
- IK-1L - prvi prototip.
- IK-02 - drugi prototip
- IK-2 - lovački jednosjed.
- IK-4 - predložen izviđački dvosjed.